# Cape Maundy Thursday
Cape Maundy Thursday är en udde i Kanada.   Den ligger i territoriet Nunavut, i den norra delen av landet, 3 700 km norr om huvudstaden Ottawa.
Terrängen inåt land är kuperad åt sydost, men åt nordost är den platt. Havet är nära Cape Maundy Thursday åt nordväst. Trakten runt Cape Maundy Thursday är nära nog obefolkad, med mindre än två invånare per kvadratkilometer.. Det finns inga samhällen i närheten.
Trakten runt Cape Maundy Thursday är permanent täckt av is och snö.